# Gunman Clive 2
Gunman Clive 2 ist ein Jump-’n’-Run-Computerspiel, das von dem schwedischen Indie-Entwicklerstudio Hörberg Productions entwickelt und erstmals am 29. Januar 2015 für den Nintendo 3DS und am 3. September 2015 für Microsoft Windows veröffentlicht wurde. Das Spiel ist auch in der Gunman Clive HD Collection spielbar, die zusätzlich den Vorgänger des Spiels, Gunman Clive, enthält und am 3. September 2015 in Europa und Nordamerika, am 28. Oktober 2015 in Japan für Wii U und am 17. Januar 2019 weltweit für Nintendo Switch veröffentlicht wurde. Die HD Collection wurde, wie bereits Gunman Clive, in Japan von Flyhigh Works und in anderen Ländern von Hörberg Productions herausgegeben.

## Handlung
Nach der Rettung von Ms. Johnson bzw. Gunman Clive im Vorgänger findet je nach ausgewähltem Charakter Gunman Clive, Miss Johnson oder Chieftain Bob die Stadt (erneut) unter Angriff von Banditen vor. Um die Banditen zu stoppen, muss er ihrem Anführer hinterherjagen und ihn eliminieren.

## Spielprinzip und Technik
Das Spielprinzip von Gunman Clive 2 ist nahezu identisch zu dem seines Vorgängers Gunman Clive. Das Spiel verwendet die gleiche Engine, ist jedoch deutlich farbenfroher. Es enthält 25 Level, die an deutlich abwechslungsreicheren Schauplätzen spielen als noch beim Vorgänger.
Zu Beginn kann der Spieler zwischen drei verschiedenen Charakteren mit unterschiedlichen Fähigkeiten wählen: Gunman Clive, einem Cowboy, Ms. Johnson, der Tochter des Bürgermeisters der Stadt, in der das Spiel stattfindet und Chieftain Bob, einem Indianer. Nach Beendigung des Spiels wird, wie bereits im Vorgänger, ein geheimer Charakter, eine Ente, freigeschaltet.
Der Spieler kann im Spiel zwischen den drei Schwierigkeitsgraden „Einfach“, „Normal“ und „Schwierig“ wählen. Diese unterscheiden sich jedoch nur in der Länge der Leiste der Lebensanzeige und dem Ort, an dem der Spieler nach einem Fall in einen Abgrund respawnt (auf „Einfach“ spawnt der Spieler bei der Stelle, bei der er fiel und verliert lediglich etwas der Lebensanzeige, während er auf „Normal“ und „Schwierig“ das Level neu anfangen muss).

## Rezeption
Gunman Clive 2 wurde von der Fachpresse überwiegend positiv aufgenommen. Auf der Website Metacritic, die Bewertungen aggregiert, erhielt die Nintendo-3DS-Version des Spiels, basierend auf 20 Bewertungen, einen Metascore von 80 %. Das englischsprachige Computerspielmagazin Nintendo Life bewertete das Spiel mit 9 von insgesamt 10 möglichen Punkten. Das deutschsprachige Computerspielmagazin ntower bewertete sowohl Gunman Clive 2 als auch die Gunman Clive HD Collection mit 9 von insgesamt 10 möglichen Punkten.

### Verkaufszahlen
Zu Gunman Clive 2 liegen keine konkreten Verkaufszahlen vor. Der Entwickler des Spiels, Bertil Hörberg, äußerte sich jedoch auf Twitter zu den Verkaufszahlen und meinte, sie seien im Vergleich zum Vorgänger „ein wenig enttäuschend“. Die Gunman Clive HD Collection wurde bis Januar 2016 rund 9000 Mal verkauft.